# مرلو
مرلو (‎/ˈmɜːrloʊ/‎ MUR-loh) یک نوع انگور با رنگ آبی تیره است که هم برای بلندینگ و هم برای شراب‌های تک‌نوع استفاده می‌شود. نام مرلو احتمالاً از واژه فرانسوی merle گرفته شده است، که به معنی مرغ سیاه است و احتمالاً اشاره‌ای به رنگ انگور دارد. نرمی و «گوشت‌داری» آن، همراه با رسیدن زودتر، مرلو را به انگور محبوبی برای بلندینگ با کابرنه سوویونیون، که تمایل به داشتن تانن‌های انگور بالاتر دارد، تبدیل کرده است.
همراه با کابرنه سوویونیون، کابرنه فرانک، مالبک و پتی ور دو، مرلو یکی از انگورهای اصلی مورد استفاده در شراب بوردو است و پرکاشت‌ترین انگور در مناطق شراب بوردو به‌شمار می‌رود. مرلو همچنین یکی از محبوب‌ترین انواع شراب قرمز تک‌نوع در بسیاری از بازارها است. این انعطاف‌پذیری باعث شده است که مرلو به یکی از پرکاشت‌ترین گونه‌های انگور در جهان تبدیل شود. در سال ۲۰۰۴، تخمین زده شد که مرلو سومین گونه پرکاشت در سطح جهانی با ۲۶۰٬۰۰۰ هکتار (۶۴۰٬۰۰۰ جریب فرنگی) بوده است.
مساحت اختصاص یافته به مرلو همچنان در حال افزایش است، به‌طوری‌که در سال ۲۰۱۵ به ۲۶۶٬۰۰۰ هکتار (۶۶۰٬۰۰۰ جریب فرنگی) رسید.
در حالی که مرلو در سراسر جهان تولید می‌شود، دو سبک اصلی رایج است. سبک «بین‌المللی» که توسط بسیاری از مناطق شراب دنیای جدید ترجیح داده می‌شود، تمایل دارد که برداشت انگور در زمان دیرتری انجام شود تا رسیدگی فیزیولوژیکی به دست آید و شراب‌هایی به رنگ بنفش و جوهری تولید شوند که دارای بدن پر، الکل بالا و تانن‌های نرم و مخملی با طعم‌هایی از آلو و شاه‌توت هستند. اگرچه این سبک بین‌المللی توسط بسیاری از تولیدکنندگان شراب بوردو نیز پیروی می‌شود، سبک سنتی «بوردو» مرلو شامل برداشت زودتر انگور است. این کار اسیدیتهٔ شراب را حفظ کرده و شراب‌هایی با بدن متوسط و سطح الکل معتدل تولید می‌کند که طعم‌های میوه‌ای تازه قرمز (توت‌فرنگی، تمشک) و گاهی عطرهای گیاهی و برگ‌مانند دارند.

## تاریخچه و نام

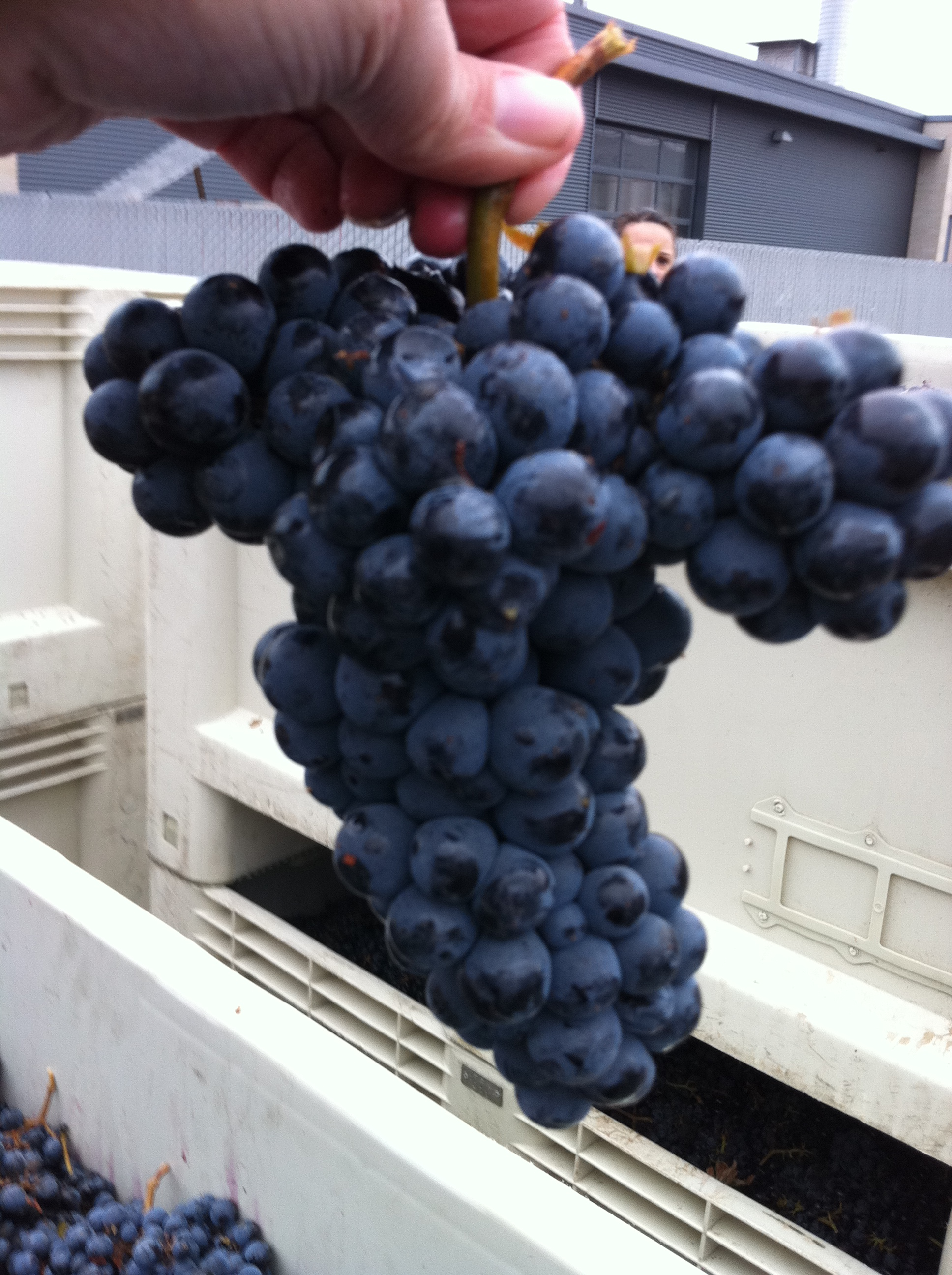
یک خوشه از انگورهای مرلو با رنگ آبی تیره

اولین اشاره ثبت‌شده به مرلو (با نام مترادف مرلو) در یادداشت‌های یک مقام محلی بوردو در سال ۱۷۸۴ بود که شراب ساخته‌شده از این انگور در منطقه لیبورن را به‌عنوان یکی از بهترین شراب‌های منطقه معرفی کرد. در سال ۱۸۲۴، واژه مرلو خود در مقاله‌ای در مورد شراب مدوک ظاهر شد که اشاره کرده بود که این انگور به نام مرغ سیاه محلی نام‌گذاری شده است (که در گویش محلی زبان اوکسی‌تان مرلو و در فرانسوی استاندارد مرل نامیده می‌شود) که علاقه به خوردن انگورهای رسیده روی بوته داشت. سایر توصیف‌ها از این انگور در قرن ۱۹ این نوع انگور را لو سم دو فلو (به معنی "نهال از رودخانه") می‌نامیدند، و باور بر این بود که این انگور از یکی از جزایر موجود در امتداد رود گارون منشأ گرفته است.
تا قرن نوزدهم، انگور مرلو به‌طور منظم در منطقه مدوک در «کرانه چپ» ژیروند کاشته می‌شد. پس از چندین چالش از جمله یخبندان شدید در سال ۱۹۵۶ و از بین رفتن چندین محصول دهه ۱۹۶۰ به دلیل پوسیدگی، مقامات فرانسوی در بوردو کاشت جدید تاک‌های مرلو را بین سال‌های ۱۹۷۰ تا ۱۹۷۵ ممنوع کردند.
اولین ثبت تاریخی مرلو در ایتالیا به سال ۱۸۵۵ در حوالی ونیز و با نام مترادف Bordò بازمی‌گردد. این انگور در قرن نوزدهم از بوردو به سوئیس معرفی شد و بین سال‌های ۱۹۰۵ تا ۱۹۱۰ در کانتون تیتچینو ثبت گردید. در دهه ۱۹۹۰، مرلو شاهد افزایش محبوبیت در ایالات متحده آمریکا بود. مصرف شراب قرمز در این کشور پس از پخش گزارش برنامه ۶۰ دقیقه دربارهٔ پارادوکس فرانسوی و مزایای احتمالی سلامتی شراب، به‌ویژه ترکیب رزوراترول، افزایش یافت. محبوبیت مرلو تا حدی ناشی از سهولت نسبی در تلفظ نام آن و همچنین مشخصات میوه‌ای و نرم‌تر آن بود که باعث می‌شد برای برخی از دوستداران شراب جذاب‌تر باشد.